# 가쓰키정
가쓰키정(香月町)은 1889년 4월 1일부터 1944년 12월 8일까지 후쿠오카현 온가군에 존재했던 정이다. 현재의 기타큐슈시 야하타니시구의 일부에 해당한다.

## 역사
- 1889년 4월 1일 - 정촌제 시행에 의해 온가군 가쓰키촌이 성립하였다.
- 1931년 4월 1일 - 정으로 승격해 가쓰키정이 되었다.
- 1955년 4월 1일 - 야하타시에 편입해 소멸하였다.

## 참고문헌
- 角川日本地名大辞典 40 福岡県
- 『市町村名変遷辞典』東京堂出版、1990年。